# Vedran Smailović
 (juin 2023).
Si vous disposez d'ouvrages ou d'articles de référence ou si vous connaissez des sites web de qualité traitant du thème abordé ici, merci de compléter l'article en donnant les références utiles à sa vérifiabilité et en les liant à la section « Notes et références ».
Vedran Smailović, né le 11 novembre 1956, est un violoncelliste de Bosnie-Herzégovine. Il est le fils du musicien Avdo Smailovic. Il a inspiré l'histoire du roman Le Violoncelliste de Sarajevo de Steven Galloway.

## Biographie
Il a joué à l'opéra de Sarajevo, à l'orchestre philharmonique de Sarajevo, l'orchestre symphonique de Sarajevo, ainsi qu'au théâtre national de Sarajevo.
À partir de 1992, au début la guerre de Bosnie, il subit le siège de Sarajevo. Il y joue gratuitement pendant les enterrements, malgré le danger des tirs de sniper. Il a également joué vingt-deux jours d'affilée dans une rue où vingt-deux civils avaient été tués par un tir de mortier, ce qui a inspiré l'histoire du roman Le Violoncelliste de Sarajevo de Steven Galloway.
Fin 1993, il réussit à quitter la ville assiégée et a depuis pris part à de nombreux projets musicaux en tant qu'interprète, compositeur, ou chef d'orchestre.
Il vit aujourd'hui[Quand ?] en Irlande du Nord.

## Articles connexes

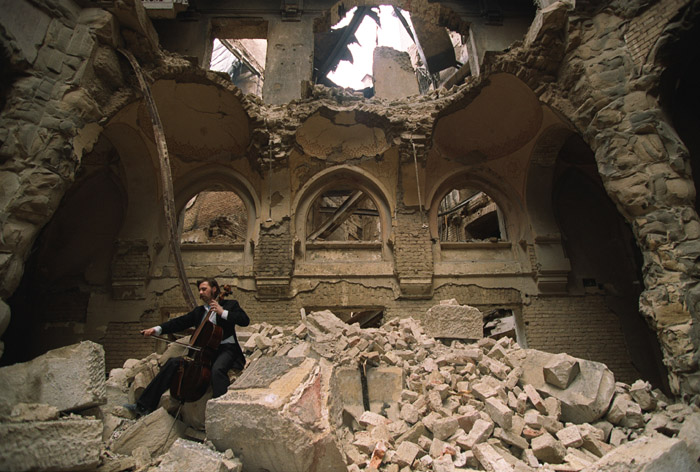
Vedran Smailović jouant du violoncelle dans la bibliothèque nationale en partie détruite, en 1992.